# Eisenbahnunfall von Rüsselsheim

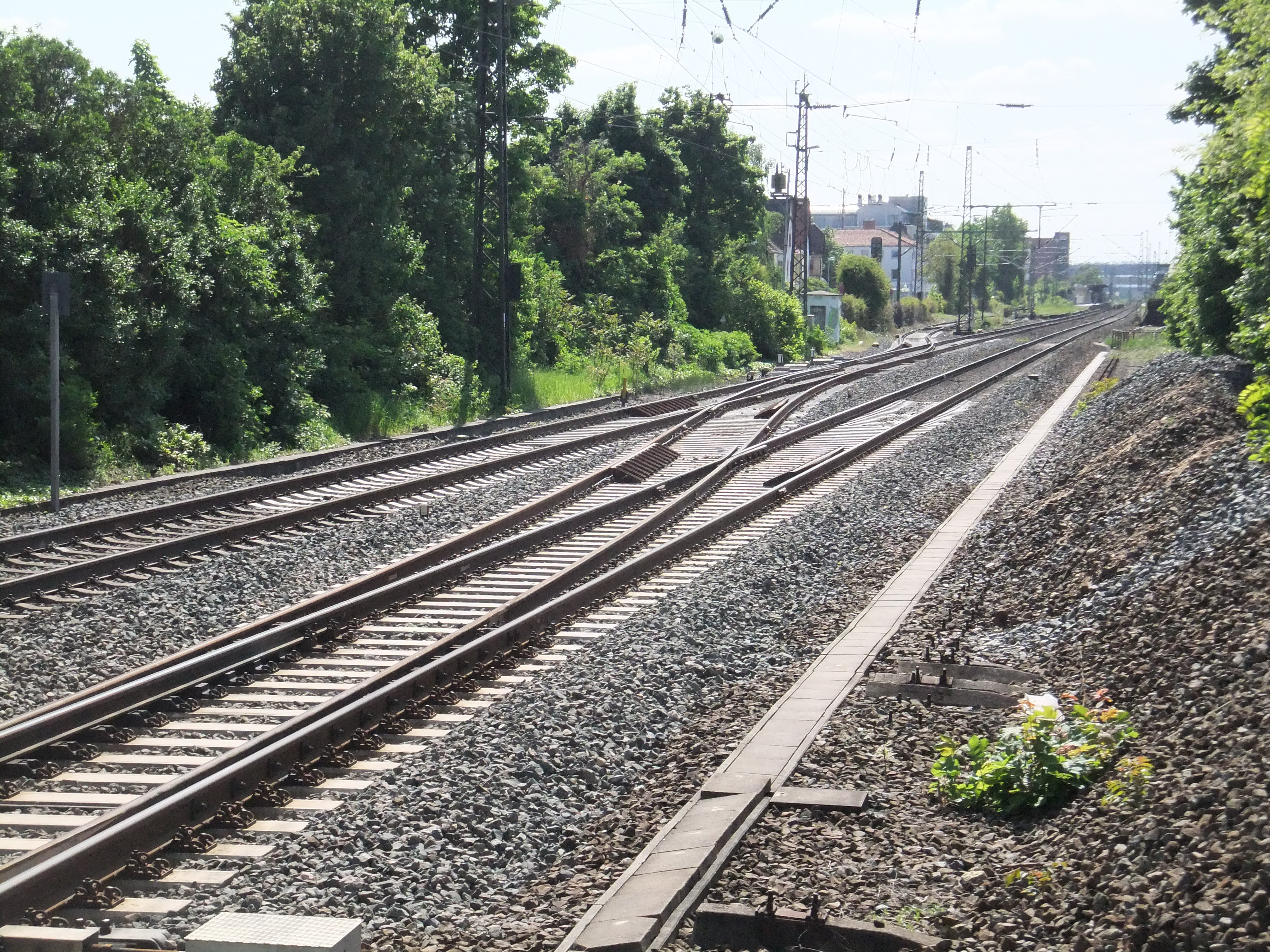
Ostkopf des Bahnhofs Rüsselsheim, an dem sich am 2. Februar 1990 der Unfall ereignete

Der Eisenbahnunfall von Rüsselsheim ereignete sich am 2. Februar 1990 im Bereich des Bahnhofs Rüsselsheim auf der Mainbahn. Dabei fuhr ein Zug der S-Bahn Rhein-Main an einem „Halt“ gebietenden Signal vorbei. Da der anschließende Durchrutschweg bis zur Weiche zu kurz war, konnte auch die sofort eingeleitete Zwangsbremsung nicht verhindern, dass er in den Fahrweg eines entgegenkommenden Zuges geriet. Mit 17 Toten und 145 zum Teil schwer Verletzten war dies der schwerste Unfall in der Geschichte der S-Bahn Rhein-Main.

## Ausgangslage
Der Abstand zwischen dem Ende des südlichen Bahnsteigs des Bahnhofs Rüsselsheim und dem Ausfahrsignal in Richtung Frankfurt am Main war ungewöhnlich lang.
Am Nachmittag des 2. Februar 1990 fuhr der 24 Jahre alte Triebfahrzeugführer mit seiner S-Bahn der Baureihe 420 der Linie S 14 des Frankfurter Verkehrsverbundes in Richtung Frankfurt am Main. Er musste fahrplangemäß im Bahnhof Rüsselsheim halten.
Bei der Vorbeifahrt am Zwischensignal des Bahnhofsteils „Opelwerk“ zeigte das Vorsignal „Halt erwarten“. Der Triebfahrzeugführer bestätigte auch über die Zugbeeinflussung, das Signal wahrgenommen zu haben. Der Zugbegleiter – damals wurden Zugbegleiter auch im S-Bahn-Verkehr noch zahlreich eingesetzt – hatte nur das Schließen der Türen zu überwachen und während der Fahrt die Fahrkarten zu kontrollieren. Im Gegensatz zu den Zugbegleitern anderer Zuggattungen gehörte es nicht zu seinen Aufgaben, die Stellung des Ausfahrsignals zu überprüfen.
Aus der Gegenrichtung kam eine weitere, mit 500 Fahrgästen vollbesetzte S-Bahn, ebenfalls ein Fahrzeug der DB-Baureihe 420. Sie war nach Wiesbaden unterwegs. Aufgrund eines Zuges, der außerplanmäßig im Bahnhof Rüsselsheim auf dem durchgehenden Hauptgleis 1 stand, musste dieser Zug hier das Überholgleis (Gleis 3) befahren.

## Unfallhergang
Nach dem Halt am Bahnsteig im durchgehenden Hauptgleis Richtung Frankfurt (Gleis 2) hatte der Triebfahrzeugführer die ihm durch das Vorsignal übermittelte Information („Halt erwarten“) vergessen. Der S-Bahn-Verkehr erfolgt bei der S-Bahn Rhein-Main mit Selbstabfertigung (Triebfahrzeugführer hat Zugaufsicht). Mit der Abfertigung beschäftigt, führte der Triebfahrzeugführer den Vorgang routinemäßig durch und fuhr los. Da der Triebzug der Baureihe 420 über eine für S-Bahnen typische, starke Beschleunigung verfügt und der Abstand zwischen dem Ende des südlichen Bahnsteigs und dem Ausfahrsignal ungewöhnlich lang war, war der Zug bereits sehr schnell, als er das weiterhin „Halt“ gebietende Ausfahrsignal des Bahnhofs passierte. Trotz der durch die Vorbeifahrt am Signal sofort ausgelösten Zwangsbremsung kam der Zug nicht mehr vor dem östlichen Weichenbereich zum Stehen, denn der Durchrutschweg war bereits aufgelöst und der zur Verfügung stehende Schutzabschnitt für die bis zum Ausfahrsignal erreichte Geschwindigkeit nicht ausgelegt. Der Zug fuhr über die Weiche und in den Fahrweg der nach Wiesbaden fahrenden S-Bahn. Um 16:42 Uhr stießen die Züge frontal zusammen. Die vorderen Wagen beider Triebzüge verkeilten sich ineinander. Ein weiterer Wagen stellte sich fast senkrecht auf, bevor dieser auf einen benachbarten Parkplatz mit sechs dort abgestellten Autos stürzte.

## Folgen

### Am Unfallort

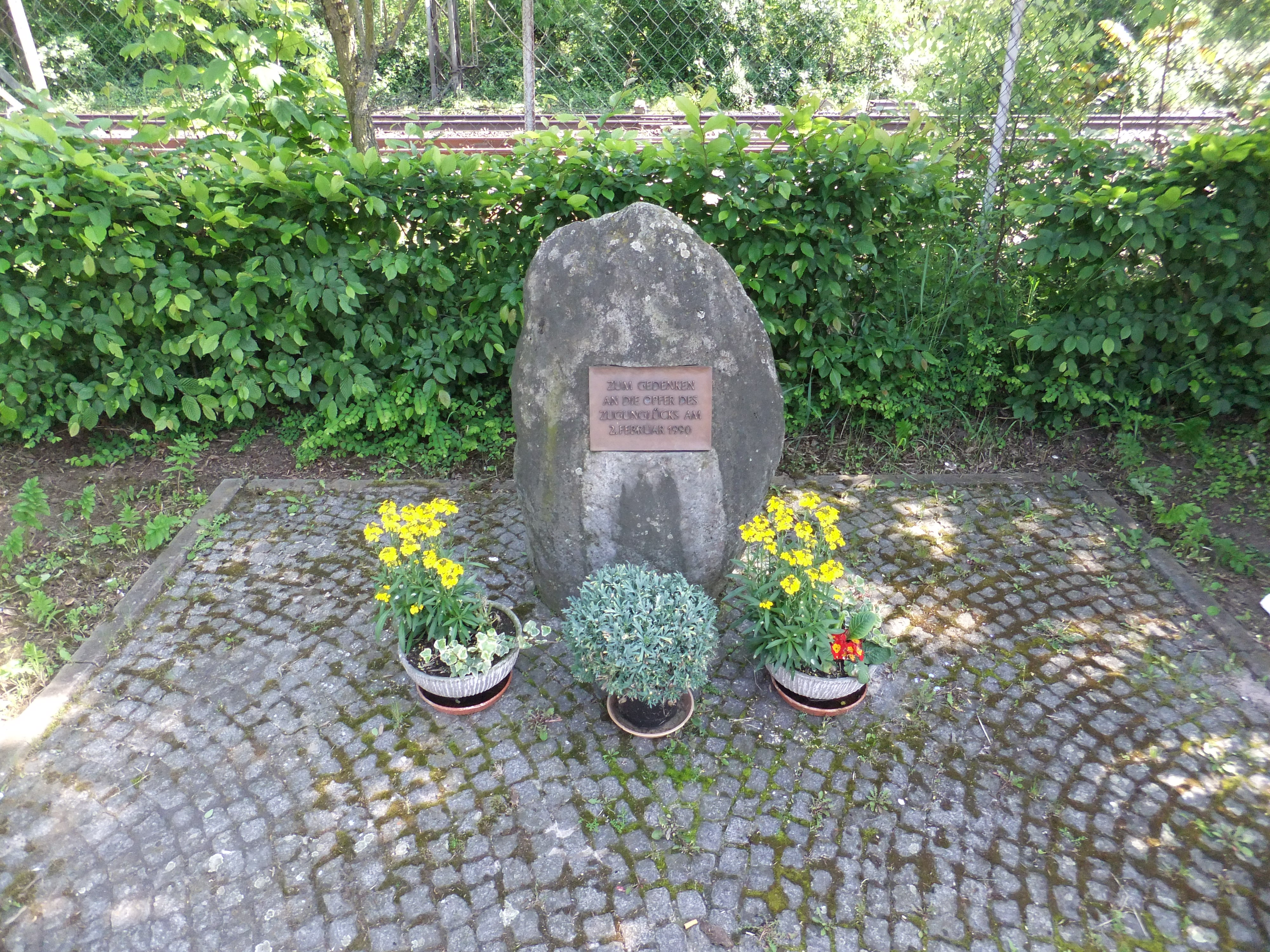
Gedenkstein in der Nähe des Rüsselsheimer Bahnhofs zur Erinnerung an die Opfer des Eisenbahnunfalls

17 Tote, darunter der Triebfahrzeugführer der aus Richtung Frankfurt kommenden S-Bahn, und 145 zum Teil schwer Verletzte waren die Folge. Der Sachschaden wurde von der Deutschen Bundesbahn auf zirka sechs Mio. DM geschätzt.
Etwa 800 Rettungskräfte aus dem ganzen Rhein-Main-Gebiet kamen zum Einsatz. Als erstes waren US-amerikanische Soldaten der nahen Azbill-Kaserne vor Ort. Alle Krankenhäuser in Rüsselsheim und Umgebung wurden alarmiert und richteten sich auf möglicherweise schwerwiegende Folgen des Unfalls ein. Taxifahrer fuhren die weniger schwer Verletzten dorthin. Viele Verletzte wurden dabei in einer nahe gelegenen wettergeschützten Hofeinfahrt und einer benachbarten Halle, die als Notlazarett diente, versorgt. In der Folge wurden viele Schwerverletzte mit Hubschraubern und Krankenkraftwagen in Krankenhäuser in Rüsselsheim, Bad Soden am Taunus, Groß-Gerau, Hofheim am Taunus, Mainz, Wiesbaden, Darmstadt, Frankfurt am Main und Flörsheim am Main gebracht. Die Rettung der Verletzten und Bergung der Toten dauerte die gesamte Nacht. Am nächsten Tag entsorgten Bergungseinheiten der Deutschen Bundesbahn die zerstörten S-Bahn-Wagen.

### Strafverfahren
Ein Jahr nach dem Unfall wurde der Triebfahrzeugführer, der das „Halt“ gebietende Signal missachtet hatte, wegen fahrlässiger Tötung, Körperverletzung und gefährlichen Eingriffs in den Bahnverkehr zu einer Bewährungsstrafe von zehn Monaten und einer Geldstrafe von 2500 DM verurteilt. Nach Feststellung des Gerichts hatte der Triebfahrzeugführer das Signal „nicht als geschlossen erkannt, weil er zu flüchtig hingesehen hat“. Er wurde nach dem Unfall zum Werkstattmeister umgeschult.

### Technische Konsequenzen
In der Folge des Unfalls wurde das Sicherungssystem der punktförmigen Zugbeeinflussung (kurz: PZB) verbessert, indem für die ermittelten Bremskurven Geschwindigkeitsüberwachungen vorzusehen sind. Die bisher verwendete PZB des Typs Indusi I 60 wurde bis 1995 für 400 Mio. DM durch die des Typs PZB 90 ersetzt. Diese stellte zusammen mit zirka 10.000 zusätzlichen Gleismagneten im gesamten Bahnnetz sicher, dass ein Zug in einer Situation wie der in Rüsselsheim nach der Abfahrt mit höchstens 25 km/h an ein „Halt“ zeigendes Signal in einem Bahnhof heranfahren kann, ohne dass die Zwangsbremsung ausgelöst wird. Bei dieser geringen Geschwindigkeit ist ein Gefahrpunktabstand wie in Rüsselsheim in der Länge ausreichend, damit der Zug nicht in den Fahrweg eines anderen Zuges fährt.

## Wissenswertes
Schon 1972 gab es in Olching einen ähnlichen Unfall, bei dem ein Triebwagen der Baureihe 420 auf einen Güterzug auffuhr.
Der Eisenbahnunfall bei Chase, USA, von 1987 beruhte auf einer ähnlichen Konstellation von zu später Zwangsbremsung bei unzureichendem Durchrutschweg.
Im Nachgang zu dem Eisenbahnunfall entstand beim DRK Flörsheim am Main (auf der anderen Seite des Mains gelegen) eine neue Sondereinsatzgruppe. Das DRK Flörsheim am Main war mit Material und Personal im Einsatz. Es stellte sich nach dem Unfall heraus, dass die damaligen Strukturen Optimierungspotential boten: so kam es zur Gründung der Sondereinsatzgruppe (SEG). Heute wird jedoch oftmals von einer Schnelleinsatzgruppe gesprochen.